# Ludger Banken
Ludger Banken (* 8. Oktober 1965 in Gronau) ist ein deutscher Kommunalpolitiker (parteilos) und seit 2020 Bürgermeister der Stadt Rheinbach. Von 1999 bis 2015 war er bereits Bürgermeister von Everswinkel.

## Leben
Ludger Banken wuchs in Gronau auf und machte dort 1985 das Abitur. Anschließend begann er eine Verwaltungslaufbahn bei der Stadt Gronau und machte 1988 einen Abschluss als Diplom-Verwaltungswirt. Danach arbeitete Banken im Sozialamt der Stadt Münster sowie ab 1990 in der Verwaltung der Gemeinde Everswinkel. Berufsbegleitend studierte er bis 1993 an der Verwaltungsakademie Hagen mit dem Abschluss Kommunal-Diplom.
Vor seiner Wahl zum Bürgermeister war er Leiter des Amtes für Ordnungs- und Sozialwesen, Schulwesen und Kulturpflege in Everswinkel. 2019 bewarb sich Banken erfolglos als Fachbereichsleiter für Rat, Ordnung und Soziales in Rheinbach, anschließend war er einige Monate lang Interimsgeschäftsführer der Gemeindewerke Everswinkel.
Er ist geschieden, hat zwei Kinder und zog 2017 zu seiner neuen Lebensgefährtin nach Rheinbach.

## Politik

### Everswinkel
Als parteiloser Kandidat wurde Banken, unterstützt von der FDP, 1999 mit 72,9 % zum Bürgermeister von Everswinkel gewählt und war beim Amtsantritt mit 33 Jahren der zweitjüngste Bürgermeister Nordrhein-Westfalens. 2004 (91,9 %) und 2009 (87,6 %) wurde er jeweils wiedergewählt. Bei der Kommunalwahl 2015 verzichtete Banken auf eine erneute Kandidatur, zu seinem Nachfolger wurde Sebastian Seidel (CDU) gewählt.

### Rheinbach
Zur Kommunalwahl 2020 trat Ludger Banken in Rheinbach als gemeinsamer Bürgermeisterkandidat von SPD, Grünen, FDP und UWG  an. Im ersten Wahlgang am 13. September erhielt er 47,8 % der Stimmen und zog damit in die Stichwahl gegen den CDU-Kandidaten Oliver Wolf ein, der 39,8 % erreichte. Diese gewann er am 27. September mit 57,7 % und trat damit am 1. November die Nachfolge des bisherigen Bürgermeisters Stefan Raetz an, der nach 21 Jahren im Amt nicht wieder angetreten war. Im November 2024 kündigte er an, aus gesundheitlichen Gründen bei der Kommunalwahl 2025 nicht wieder als Bürgermeister zu kandidieren.